# Francismar Carioca de Oliveira
Francismar Carioca de Oliveira (*Ubá, Minas Gerais, Brasil, 18 de abril de 1984), futbolista brasileño. Juega de volante y su actual equipo es el Boa Esporte Clube de la Série B.

## Clubes
| Club                | País   | Año       |
| ------------------- | ------ | --------- |
| América Mineiro     | Brasil | 2005      |
| Cruzeiro EC         | Brasil | 2005-2006 |
| Kawasaki Frontale   | Japón  | 2007      |
| Tokyo Verdy         | Japón  | 2008      |
| Cruzeiro EC         | Brasil | 2008      |
| EC Juventude        | Brasil | 2009      |
| Atlético Goianiense | Brasil | 2009      |
| Ipatinga FC         | Brasil | 2009-2010 |
| Clube Náutico       | Brasil | 2010      |
| Grêmio Prudente     | Brasil | 2011      |
| ASA                 | Brasil | 2011      |
| Villa Nova AC       | Brasil | 2012      |
| Boa Esporte Clube   | Brasil | 2012-     |

## Palmarés

### Campeonatos nacionales
| Título             | Club        | País              | Año  |
| ------------------ | ----------- | ----------------- | ---- |
| Campeonato Mineiro | Cruzeiro EC | Bandera de Brasil | 2006 |